# La crucifixió rosa
La crucifixió rosa (títol original: The Rosy Crucifixion) és una trilogia del novel·lista estatunidenc Henry Miller composta per Sexus (1949), Plexus (1952) i Nexus (1959). El títol prové d'una frase al final del  Tròpic de Capricorn: "Tots els meus calvaris eren crucifixions rosades, pseudotragèdies per mantenir els focs de l'infern cremant brillantment per als veritables pecadors que corren el perill de ser oblidats".
Ocupa el lloc en la llista de Els 100 llibres del segle de Le Monde establerts el 1999 pel Fnac i Le Monde.
El seu recull de contes Max and the white Phagocytes, presenta ja alguns fragments (pàgines 249 a 360) i indica que l'obra està en preparació.